# 大同運動中心
25°03′53.5″N 121°30′58.1″E / 25.064861°N 121.516139°E
大同運動中心是台灣台北市第10座市民運動中心，其樓地板面積11,400平方公尺，地下3層，地上6層。2008年8月完工，但因招商多次流標，直至2009年12月12日正式啟用，承包經營單位是遠東鐵櫃鋼鐵廠股份有限公司，特色設施為溜冰場。
遠東鐵櫃鋼鐵廠股份有限公司經營至2018年8月22日營運期滿，重新招標點交予新廠商舞動陽光有限公司進行重新裝修後，於2019年1月5日營運。新增設施包括銀髮促進教室及運動恢復室。

## 設備
| 樓層 | 樓層用途                                                  |
| ---- | --------------------------------------------------------- |
| 5樓  | 羽球場、直排輪與溜冰場                                    |
| 4樓  | 舞蹈教室                                                  |
| 3樓  | 體適能中心                                                |
| 2樓  | 國際會議廳、飛輪教室、多功能綜合球場                      |
| 1樓  | 客服中心、社區教室、智能運動教室 、運動恢復室、兒童遊戲室 |
| B1   | 閱覽區、棋藝空間、家長休息區                              |
| B2   | 溫水游泳池                                                |
| B3   | 停車場                                                    |

## 外部連結
- 大同運動中心 - 臺北市政府體育局[]
- 大同運動中心 （页面存档备份，存于）
- 大同運動中心的Facebook專頁